# Devil Pray (Madonna-dal)
A Devil Pray Madonna amerikai énekesnő tizenharmadik, Rebel Heart című stúdióalbumának egyik dala. Szerzői az énekesnő mellett Avicii svéd lemezlovas, valamint Arash Pournouri, Carl Falk, Rami Yacoub, Savan Kotecha, Dacoury Natche és Michael Tucker.

## Helyezések
| Chart (2015)                           | Csúcs helyezés |
| -------------------------------------- | -------------- |
| Finnország (Latauslista)               | 16             |
| Franciaország (Single Top 100)         | 62             |
| Görögország (Billboard)                | 9              |
| 10                                     |                |
| Olaszország (FIMI)                     | 43             |
| Libanon (The Official Lebanese Top 20) | 18             |
| Spanyolország                          | 50             |
| Svédország (DigiListan)                | 14             |
| Svájc (Schweizer Hitparade)            | 59             |